# Real Club de Yates de Perth
El Real Club de Yates de Perth (RPYC) es un club privado con fines deportivos situado en Perth (Australia Occidental), Australia.

## Historia
Fue fundado en 1841, y en 1890, con la recomendación del Gobernador Sir Frederic Napier Broome, el club recibió el título de Real por parte de la Reina Victoria I del Reino Unido, a la vez que el Almirantazgo autorizaba a sus socios armadores a enarbolar un pabellón nacional especial, azul con la insignia del club en el batiente. En 1891, por decisión unánime de la asamblea general de socios, se cambió la grímpola azul original por la actual, blanca, con una Cruz de San Jorge roja, y una Corona real de San Eduardo en el cantón. En 1972 el club alcanza sus cotas más altas de competitividad deportiva, al comprar el socio Alan Bond los yates de la clase 12 metros "Gretel I" y Gretel II" para entrenar contra el recién botado "Southern Cross", que el club presentó en la Copa América de 1974. Se perdió la regata, pero el club consiguió ser el desafiante de nuevo en las ediciones de 1977 ("Australia"), 1980 ("Australia") y 1983 ("Australia II"), venciendo finalmente en esta edición al defensor del Club de Yates de Nueva York ("Liberty"), y acabando con 132 años de hegemonía norteamericana. El Club fue la sede de la Copa América de 1987, en la que su yate, "Kookaburra III", perdió la defensa ante el "Stars & Stripes" del Club de Yates de San Diego.